# 고소현 (바이올리니스트)
고소현(2006년 4월 13일 ~ )은 대한민국의 바이올리니스트이다.

## 학력
- 광명광성초등학교
- 한국예술영재교육원
- 뉴욕 맨하탄스쿨오브뮤직 재학

## 경력
- 2016 경기도 문화의 전당 명예홍보대사

## 출연

### 방송

#### 드라마
- 2020 SBS 브람스를 좋아하세요? - 양지원 역

### 공연

#### 음악
- 2020 평화 콘서트

## 상훈
- 2015 제17회 스트라드 콩쿨 바이올린 부문 초등저학년부 1위
- 2010년 음악교육신문 콩쿠르 1위
- 2012년 제2회 국제아티스트 콩쿠르 유치부 1등
- 2012년 바로크 음악콩쿠르 1등 없는 2등
- 2012년 소년 한국일보 음악 콩쿠르 - 특상
- 2012년 육영콩쿠르 바이올린부문 저학년 1위
- 2015년 제17회 스트라드 콩쿨 - 저학년부/대학부 및 일반부 통합 대상
- 2020년 New York Adelphi Orchestra Young Artist Competition - Junior/Senior 통합 대상
- 2020년 Manhattan School of Music Concerto Competition - 1등상